# Хорош, Мордух Лейбович
Мо́рдух Ле́йбович Хо́рош (1899 — 1937) — заместитель начальника политического управления Киевского военного округа, корпусной комиссар (1935).

## Биография
Родился в еврейской семье торговца железом Лейбы Мееровича Хороша . Окончил высшее начальное училище в 1915 и двухклассное техническое училище в 1917 в Одессе. После Февральской революции включился в революционную деятельность, участвуя в мероприятиях, проходивших в Одессе. Член РКП(б) с августа 1918.
В Красной армии с июля 1919 по партийной мобилизации. Участник Гражданской войны, воевал в составе 15-й армии на Западном фронте. Службу начал рядовым красноармейцем, но вскоре был выдвинут на партийно-политическую работу. В годы войны занимал должности секретаря и председателя партийного коллектива полка, помощника военкома и военкома полка. В должности комиссара истребительного отряда участвовал в борьбе с бандитизмом в Борисовском уезде БССР. До марта 1923 исполнял обязанности помощника начальника политического отдела 27-й Омской и 5-й Витебской стрелковых дивизий. С марта 1923 начальник политического отдела 5-й Витебской, а с июля того же года — 8-й Минской стрелковых дивизий. С декабря 1923 находился в распоряжении политического управления Западного фронта. После Гражданской войны на ответственных должностях политического состава в войсках Белорусского, Украинского и Киевского военных округов. С ноября 1924 помощник начальника политического отдела 23-й Харьковской дивизии. С ноября 1925 начальник политического отдела 7-й Черниговской стрелковой дивизии. С июня 1929 по сентябрь 1930 начальник политотдела 15-й Сивашской стрелковой дивизии. С сентября 1930 помощник командира 6-го стрелкового корпуса по политической части. С июня 1932 старший инспектор 1-го отдела Политического управления РККА. Затем вернулся помощником командира 6-го стрелкового корпуса по политической части. С мая 1935 заместитель начальника политического управления Киевского военного округа.
В июле 1937 по политическому недоверию уволен в запас. Арестован 9 августа 1937. Значится в сталинском списке. Военной коллегией Верховного суда СССР 15 октября 1937 по обвинению в участии в военном заговоре приговорён к расстрелу. Приговор приведен в исполнение в день вынесения обвинительного приговора. Определением Военной коллегии Верховного суда СССР от 8 декабря 1956 посмертно реабилитирован.
Жена — Лия Львовна Левина (1898 г.р.) в декабре 1937 года была осуждена как член семьи изменника Родины к восьми годам лагерей.